# 少交女
《少交女》是狸軟件（たぬきそふと）在2010年12月17日發售的戀愛冒險類型成人遊戲。2013年9月20日，官方推出了本作的HD版。此一作品由野野原幹負責原畫，華南戀、貓舌あち、早川清子、武藤禮惠共同擔當編劇。
《少交女》擁有多條劇情分支路線，每條路線皆有一系列預先設定的場景和人物互動。其主要聚焦於四名女主角跟玩家角色的互動，並刻畫了角色之間的性行為。整個故事以主角早川一马的視角作切入點。他是個為了賺取生活費而去跟四名少女補習的大學生。
《少交女》在發售之後改編成其他作品。改編自原作的OVA在2011年至2012年期間推出。漫畫則於2014年期間連載。除此之外，官方還為本作推出各種的週邊產品。

## 遊戲系統

《少交女》的遊玩介面，圖中女主角早川絢音正在跟玩家角色早川一馬對話。

《少交女》採取戀愛冒險的遊玩方式，玩家所扮演的是本作的男主角早川一馬。基本上玩家在遊玩的時候都需閱覽屏幕上所顯示的文本和聆聽遊戲發出的聲音，用以了解故事情節和人物之間的對話。該些文字會與人物拼合圖和背景一同出现，用以表示早川跟誰對話。玩家會在故事中遇見代替背景和人物拼合圖的CG。《少交女》擁有多條劇情分支路線，每條路線的结局皆有所不同。玩家的選擇最終會影響進入哪條路線，从而影響结局。
本作角色之間的關係亦帶有一定性意味。有關場景包括口交、腳交、性交。玩家在某些預設的段落中須選擇像「跟哪位學生補習」般的行為選項，對話框的下一段文本在做出選擇前並不能夠顯示。玩家必須反覆載入選項頁面並選擇不同的選項，才能夠觀覽存於不同路線的劇情。《少交女》擁有多個結局，其中更包括後宮結局。

## 故事
本作的男主角早川一馬是個無自覺的蘿莉控。他在故事開始時考進了老家附近的名牌大學，於是他便回到自己的家鄉。之後他為了方便在大學結交女朋友，而選擇自己獨自居住，不跟家人同住。他的家人則對此感到不滿，於是便削減定期汇給他的生活費。他為了滿足自己的生活所需，填補被削的生活費，而去打工，成為四名少女的家庭教師，並在任教過程中跟學生發展出各種各樣的師生戀關係。
他所教授的學生之一就是跟自己沒見多年的妹妹早川绚音。绚音是個狂妄自大的少女，在作品中以各種方式誘惑哥哥跟自己發生性關係。此外他也跟住在自家附近的無口少女片瀨柚補習。柚生活在單亲家庭，故喜欢粘着自己能夠依靠的一馬。他還讓另外兩位少女七咲遙和鷺之宮凜（鷺ノ宮凛）成為自己的學生。遙是個有着較重男性气质的僕娘，她因此亦為同性所愛慕。凜則出身於有錢家庭，因此對主角亦會擺出高高在上的態度，同時亦希望以考好成績來讓一馬跟自己斷絕關係。

## 開發
狸軟件（たぬきそふと）在開發《少交女》之前，曾推出《微少女》和《姪少女》等蘿莉題材作品。曾於《微少女》中負責原畫的野野原幹，再次於《少交女》負責以上項目。華南戀、貓舌あち、早川清子、武藤禮惠共同擔當了本作的編劇。配樂則由負責。

## 發行
狸軟件於2010年11月在其官網上發佈了本作的免費試玩版，予供公眾下載試玩。日本美少女遊戲暨動漫相關商品銷售網站Getchu屋和美少女遊戲新聞網站Game-Style亦提供於該站下載試玩版的超連結。其後在12月17日發售PC正式版的遊戲光碟，同時兼容Windows XP/Vista/7。部分商店會為購買《少交女》的顧客贈送像海报、抱枕、廣播劇CD般的贈品。
HD版在2013年9月20日推出，當中官方為本作進行了一系列的修正，比如把CG解析度提高、變更打碼位置等等。DMM.com於2017年6月30日推出本作的下載版。

## 相關產品

### OVA
《少交女》OVA版是由PinkPineapple在2011年10月28日和2012年1月27日分別發售2集的成人動畫。它們由辰美負責執導。第1集的女主角為早川絢音和片瀨柚。第2集則為七咲遙和鷺之宮凜。PinkPineapple之後在2017年5月26日推出《少交女》金碟版，當中收錄了上述2集OVA。

#### 各話列表
| 集數 | 副標題            | 發售日         |
| --- | ----------------- | -------------- |
| 1 | 絢音與柚與哥哥    | 2011年10月28日 |
| 早川一馬在為妹妹早川絢音補習期間，看到了她所穿着的內褲，於是便去提醒她。絢音以此為契機，在接下來的日子展開對哥哥的誘惑攻勢，不斷地把自己的性器官展示給哥哥看，最終使之願意跟自己性交。在第二段，片瀨柚由於自家的電熱水器壞了，所以跟一馬一起去了澡堂洗澡，並跟他一起進了男浴室。一馬在浴室中以幫柚洗澡為由，對她進行各種各樣的挑逗。最終使她在同班男同學面前跟一馬性交。                                                                                 |                   |                |
| 2 | 與家庭教師的H體驗 | 2012年1月27日  |
| 鷺之宮凜在跟一馬的勝負中因為考不上滿分而輸掉，使之要接受聽從一馬命令的懲罰。一馬的命令就是讓之在戴上跳蛋的情況下包着尿布，然後一邊受跳蛋刺激一邊在媽媽面前裝作無事的樣子。凜在媽媽外出後因為跳蛋的刺激而於玄關漏尿，致使一馬以懲罰為由，與之在前院性交。在第二段，一馬以測試為由誘使七咲遙為自己口交，之後要求她在不被發現的情況下，在男廁站在男性旁邊撒尿。此一測試以失敗作結。一馬再為她安排測試，要之在插著假陰莖的情況下跟他互相手交，然後進行肛交。 |                   |                |

### 漫畫
《少交女》的改編漫畫在2014年4月4日至5月9日期間連載，由PinkPineapple負責出版。全作共有4話。漫畫劇情跟OVA相同。

### 廣播劇CD
在Trader和Getchu屋購買《少交女》的顧客會獲得分別以絢音和柚為主題的廣播劇CD。

## 評價
《少交女》在Getchu屋的2010年12月最暢銷遊戲排行榜上排行第2名。到了2010年全年銷售量排行榜時則是第10位。次年1月亦躋身於排行榜的第26名。《少交女》在該站亦被票選為2010年12月第8佳的美少女遊戲。根據成人遊戲雜誌《BugBug》對7間遊戲商店的統計，在2010年12月16日至2011年1月15日這段期間，《少交女》是日本全國最為暢銷的美少女遊戲。
根據成人遊戲雜誌《PCpress》於2010年10月中對日本主要美少女遊戲銷售商店的統計，《少交女》的預訂數量在眾多預定於2010年11月後發售的美少女遊戲中排行8-9位。同一雜誌亦統計了2010年12月日本全國的美少女遊戲銷量，《少交女》在當中排第4位。到了次年1月亦排在第26位。
《絢音與柚與哥哥》在Getchu屋上為2011年下半年第6暢銷的成人動畫。它在2011年全年銷售量排行榜排在第13位。《與家庭教師的H體驗》在Getchu屋2012年上半年成人動畫銷售量排行榜排在第9位，全年排行榜排第16位。

## 外部連結
- 官方網站的互聯網檔案館備份（日語）